# Wang Huning
Wang Huning (chiń. 王沪宁; pinyin Wáng Hùníng) – chiński polityk, jeden z czołowych przywódców Komunistycznej Partii Chin (KPCh). Obecnie pełni funkcję przewodniczącego Narodowego Komitetu Ludowej Politycznej Konferencji Konsultatywnej Chin. Od lat 80. XX wieku jest wiodącym ideologiem w kraju. Od 2017 roku jest członkiem Stałego Komitetu Biura Politycznego Komunistycznej Partii Chin, najwyższego organu decyzyjnego w partii między zwołaniami Komitetu Centralnego i Kongresu Narodowego.
Wang, powszechnie uważany za szarą eminencję Komunistycznej Partii Chin, jest przez zewnętrznych obserwatorów postrzegany jako nieformalny naczelny ideolog Komunistycznej Partii Chin, a także główny architekt ideologii politycznej partii od lat 1990. Zajmował ważne stanowiska pod rządami trzech najważniejszych przywódców, co jest rzadkością w chińskiej polityce. Wang uważa, że w Chinach potrzebne jest silne, scentralizowane państwo, które będzie w stanie przeciwstawić się zagranicznym wpływom. Idea ta zyskała popularność za rządów Xi.